# 액체 호흡
액체 호흡(Liquid breathing)은 일반적으로 공기를 호흡하는 유기체가 많은 양의 산소를 보유할 수 있고 CO2를 배출할 수 있는 액체를 선택하여 공기를 호흡하는 대신 산소가 풍부한 액체(예: 과불화탄소)를 호흡하는 호흡의 한 형태이다.
이를 위해서는 일부 과불화화학물질(PFC)이 갖는 호흡 가스 용해도, 밀도, 점도, 증기압 및 지질 용해도와 같은 특정 물리적 특성이 필요하다. 따라서 액체 환기, 약물 전달 또는 혈액 대체제와 같은 특정 생물의학 응용 분야에 적합한 PFC를 선택하는 것이 중요하다. PFC 액체의 물리적 특성은 상당히 다양하다. 그러나 한 가지 공통된 특성은 호흡 가스에 대한 높은 용해도이다. 실제로 이러한 액체는 혈액보다 더 많은 산소와 이산화탄소를 운반한다.
이론적으로 액체 호흡은 심각한 폐 또는 심장 외상이 있는 환자, 특히 소아의 경우 치료에 도움이 될 수 있다. 액체 호흡은 심해 잠수 및 우주 여행에도 사용할 수 있도록 제안되었다. 최근 액체 환기의 발전에도 불구하고 표준 적용 방식은 아직 확립되지 않았다.

## 같이 보기
- 기계환기